# Flugplatz Natitingou

i7
i11
i13
Der nationale Flugplatz Natitingou (französisch Aérodrome de Natitingou, IATA-Code: NAE, ICAO-Code: DBBN) liegt rund neun Kilometer nördlich des Zentrums der Stadt Natitingou im Département Atakora im Nordwesten Benins.